# Роттельсдорф
Роттельсдорф (нем. Rottelsdorf) — община в Германии, в земле Саксония-Анхальт, входит в район Мансфельд-Зюдгарц, и объединена с другими коммунами в городском округе Гербштедт.
Население составляет 324 человека (на 31 декабря 2009 года). Занимает площадь 7,98 км².

## История
Первое упоминание о замке Бёсенбург, который расположен в современном Роттельсдорфе, датируется VIII веком.
1 января 2010 года, после проведённых реформ, Роттельсдорф, а также коммуны: Аугсдорф, Фридебургерхютте, Хюбиц, Илевиц, Зирслебен, Вельфесхольц и Цабенштедт — были объединены в городской округ Гербштедт, а управление Гербштедт было упразднено.

## Галерея

Роттельсдорф на карте городского округа
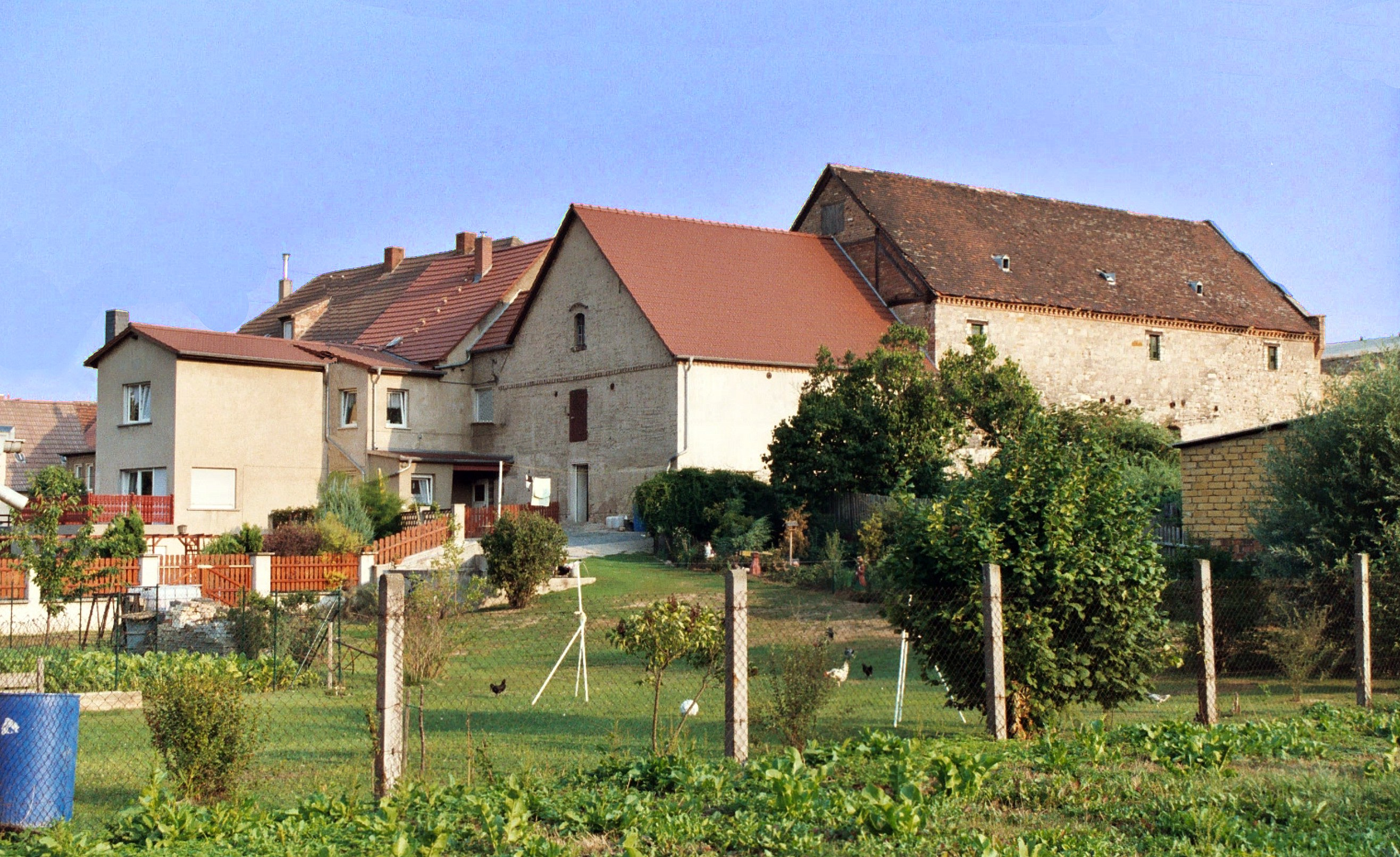
Фермерская усадьба
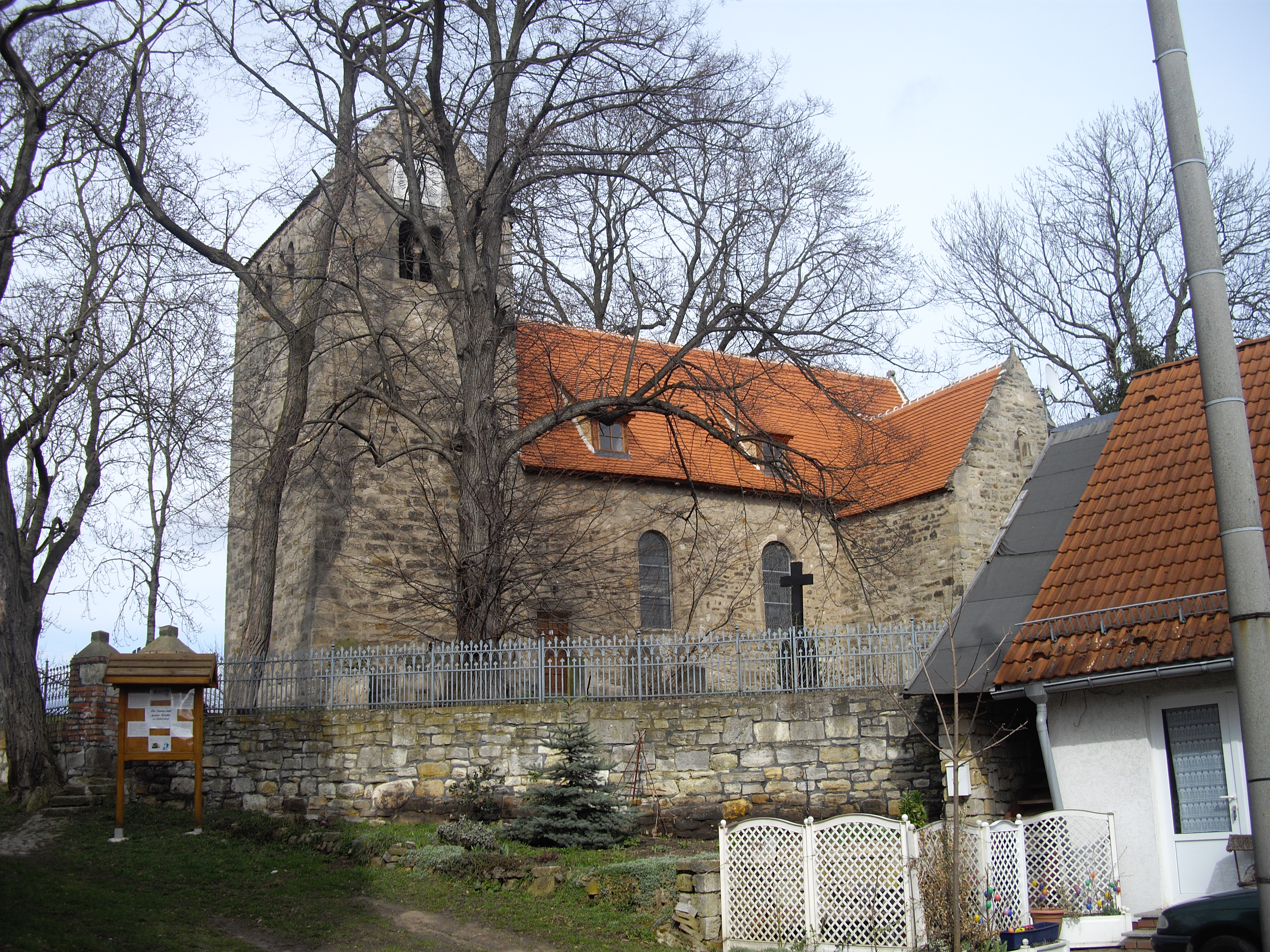
Церковь в Роттельсдорфе